# یونیس (آرکانزاس)
یونیس (به انگلیسی: Eunice) یک منطقهٔ مسکونی در ایالات متحده آمریکا است که در آرکانزاس واقع شده‌است. یونیس ۳۹٫۹۳ متر بالاتر از سطح دریا قرار دارد.